# American Football League of Europe 1995
La American Football League of Europe 1995 è stata la 2ª e ultima edizione dell'omonimo torneo europeo di football americano. Con i 5 team partecipanti la formula del campionato prevedeva un girone seguito dalla finale.
Ha avuto inizio il 21 maggio e si è conclusa il 2 settembre con la finale di Stoccolma vinta per 14-0 dagli svedesi Stockholm Nordic Vikings sugli italiani Lions Bergamo.

## Squadre partecipanti
| Club                     | Città                | Stadio             | Sponsor ufficiale | Risultato nella stagione 1993 |
| ------------------------ | -------------------- | ------------------ | ----------------- | ----------------------------- |
| Amsterdam Crusaders      | Amsterdam            | Sportpark Sloten   |                   | Finalisti Eurobowl            |
| ( Bayern Blue Falcons)   |                      |                    |                   |                               |
| Frankfurt Knights        | Francoforte sul Meno |                    |                   | Finalisti Zweite Bundesliga   |
| Great Britain Spartans   | Sheffield            | Don Valley Stadium |                   |                               |
| Lions Bergamo            | Bergamo              |                    | Foppapedretti     |                               |
| Stockholm Nordic Vikings | Stoccolma            |                    |                   |                               |

## Stagione regolare

### Calendario

#### 1ª giornata
| Sheffield 21 maggio 1995 | Great Britain Spartans | 33 – 35 | Lions Bergamo | Don Valley Stadium |

#### 2ª giornata
| Uppsala 27 maggio 1995 | Stockholm Nordic Vikings | 24 – 27 | Lions Bergamo |  |

#### 3ª giornata
| Offenbach am Main 3-4 giugno 1995 | Frankfurt Knights | 50 – 32 | Stockholm Nordic Vikings | Stadion am Bieberer Berg |

| Verdello 4 giugno 1995 | Lions Bergamo | 35 – 22 | Great Britain Spartans | Campo Comunale |

#### 4ª giornata
| 10-11 giugno 1995 | Stockholm Nordic Vikings | 45 – 39 | Great Britain Spartans |  |

#### 5ª giornata
| 18 giugno 1995 | Lions Bergamo | 34 – 22 | Amsterdam Crusaders |  |

#### 6ª giornata
| Sheffield 1-2 luglio 1995 | Great Britain Spartans | 36 – 53 | Stockholm Nordic Vikings | Don Valley Stadium |

#### 7ª giornata
| Offenbach am Main 8 luglio 1995 | Frankfurt Knights | 23 – 28 | Lions Bergamo | Stadion am Bieberer Berg |

#### 8ª giornata
| 15 luglio 1995 | Amsterdam Crusaders | 21 – 27 | Lions Bergamo |  |

#### 9ª giornata
| Stoccolma 22-23 luglio 1995 | Stockholm Nordic Vikings | 27 – 33 | Amsterdam Crusaders |  |

#### 10ª giornata
| Cesenatico 29 luglio 1995 | Lions Bergamo | 8 – 14 | Stockholm Nordic Vikings | Stadio Alfiero Moretti |

#### 11ª giornata
| 5-6 agosto 1995 | Stockholm Nordic Vikings | 42 – 30 | Frankfurt Knights |  |

#### 13ª giornata
| 18 agosto 1995 | Lions Bergamo | 38 – 19 | Frankfurt Knights |  |

#### Altri incontri
| 1995 | Amsterdam Crusaders | v – p | Frankfurt Knights |  |

| 1995 | Amsterdam Crusaders | v – p | Great Britain Spartans |  |

| 1995 | Frankfurt Knights | p – v | Amsterdam Crusaders |  |

| 1995 | Great Britain Spartans | p – v | Frankfurt Knights |  |

| 1995 | Amsterdam Crusaders | 0 – 2 (a tavolino) | Stockholm Nordic Vikings |  |

| 1995 | Frankfurt Knights | 2 – 0 (a tavolino) | Great Britain Spartans |  |

| 1995 | Great Britain Spartans | 0 – 2 (a tavolino) | Amsterdam Crusaders |  |

| 1995 | Great Britain Spartans | 108 – 62 | Bayern Blue Falcons |  |

### Classifica
La classifica della regular season è la seguente:
- PCT = percentuale di vittorie, G = partite giocate, V = partite vinte, P = partite perse, PF = punti fatti, PS = punti subiti
- Il ritiro dal campionato è indicato in rosso

| Pos. | Squadra                  | PCT   | G | V | P | PF    | PS    |
| ---- | ------------------------ | ----- | - | - | - | ----- | ----- |
| 1    | Lions Bergamo            | 0.875 | 8 | 7 | 1 | 232   | 178   |
| 2    | Stockholm Nordic Vikings | 0.625 | 8 | 5 | 3 | 239   | 223   |
| 3    | Amsterdam Crusaders      | 0.625 | 8 | 5 | 3 | 78+?  | 90+?  |
| 4    | Frankfurt Knights        | 0.375 | 8 | 3 | 5 | 124+? | 140+? |
| 5    | Great Britain Spartans   | 0.000 | 8 | 0 | 8 | 130+? | 172+? |
| -    | Bayern Blue Falcons      | -     | - | - | - | -     | -     |

## Euro Super Bowl II
| Stoccolma 2 settembre 1995 | Stockholm Nordic Vikings | 14 – 0 | Lions Bergamo | Olympiastadion |

## Verdetti
- Stockholm Nordic Vikings Campioni della American Football League of Europe 1995